# ITGB1BP1
ITGB1BP1‏ (Integrin subunit beta 1 binding protein 1) هوَ بروتين يُشَفر بواسطة جين ITGB1BP1 في الإنسان.